# Украинка (Симферопольский район)
Украи́нка (до 1945 года Курцы́; укр. Українка, крымскотат. Qurçı, Къурчы) — село в Симферопольском районе Крыма, входит в состав Перовского сельского поселения (согласно административно-территориальному делению Украины — Перовского сельского совета Автономной Республики Крым).

## Население
| 2001 | 2014  | 2021  |
| ---- | ----- | ----- |
| 1892 | ↗2539 | ↗3357 |

Всеукраинская перепись 2001 года показала следующее распределение по носителям языка
| Язык             | Процент |
| ---------------- | ------- |
| крымскотатарский | 51,85   |
| русский          | 42,02   |
| украинский       | 1,96    |
| другие           | 0,19    |

### Динамика численности
| - 1805 год — 113 чел. - 1864 год — 215 чел. - 1886 год — 252 чел. - 1887 год — 357 чел. - 1892 год — 398 чел. - 1897 год — 529 чел. - 1902 год — 494 чел. | - 1915 год — 759/34 чел. - 1926 год — 617 чел. - 1939 год — 805 чел. - 1989 год — 942 чел. - 2001 год — 1892 чел. - 2009 год — 1963 чел. - 2014 год — 2539 чел. |

## Современное состояние
В Украинке 43 улицы и 1 переулок, площадь, занимаемая селом, по данным сельсовета на 2009 год, 178,6 гектара, на которой в 562 дворах числилось 1963 жителя; в 2011 году территорию села увеличили до 280,47 га. В селе действует муниципальное бюджетное общеобразовательное учреждение
«Украинская школа».

## География
Село Украинка расположено в центре района, в первом продольном понижении Внутренней гряды Крымских гор, в балке речки Курцы, левого притока Салгира. Расстояние до Симферополя около 9 километров (по шоссе), соседние сёла — Клиновка в 1,5 километрах к югу, Залесье в 2 км к западу и Тёплое в 1,5 км восточнее. Высота над уровнем моря 344 м.

## История
Село Курцы входит в число первых русских поселений в Крыму, основанных вскоре после присоединения Крыма к России 8 февраля 1784 года, практически одновременно с закладкой русского Симферополя. Документалльно Курцы впервые зафиксированы в Ведомости о всех селениях в Симферопольском уезде состоящих с показанием в которой волости сколько числом дворов и душ… от 9 октября 1805 года, согласно которой в русском селении Курцы Эскиординской волости Симферопольского уезда в 29 дворах проживало 90 человек из семей отставных солдат и 23 из вольноопределяющихся — всего 113 российских жителей. На военно-топографической карте генерал-майора Мухина 1817 года обозначена Курча с 17 дворами. После реформы волостного деления 1829 года Курцы, согласно «Ведомости о казённых волостях Таврической губернии 1829 года», передали из Эскиординской волости в Сарабузскую. На карте 1836 года в деревне 23 двора, как и на карте 1842 года.
В 1860-х годах, после земской реформы Александра II, деревня осталась в составе преобразованной Сарабузской волости. В «Списке населённых мест Таврической губернии по сведениям 1864 года», составленном по результатам VIII ревизии 1864 года, Курцы — русская деревня с 30 дворами и 215 жителями при ручьѣ (на трёхверстовой карте 1865—1876 года в деревне Курцы 35 дворов). На 1886 год в деревне Курцы, согласно справочнику «Волости и важнѣйшія селенія Европейской Россіи», проживало 252 человека в 36 домохозяйствах, действовал кирпичный завод. В «Памятной книге Таврической губернии 1889 года» по результатам Х ревизии 1887 года записаны Курцы Сарабузской волости с 69 дворами и 357 жителями.
После земской реформы 1890-х годов Курцы отнесли к Подгородне-Петровской волостии. По «…Памятной книжке Таврической губернии на 1892 год» в деревне Курцы, входившей Подгородне-Петровское сельское общество, числилось 398 жителей в 62 домохозяйствах. На верстовой карте 1892 года в Курцах обозначено 65 дворов с русским населением. Перепись 1897 года зафиксировала в деревне 529 жителей, все православные. В 1899 году в селении действовал кирпично-черепичный завод, принадлежавший поселянам Афанасию и Никите Ивановичам Щеглаковым. По «…Памятной книжке Таврической губернии на 1902 год» в деревне Курцы, входившей в Подгородне-Петровское сельское общество, числилось 494 жителя в 73 домохозяйствах. В конце XIX — начале XX века в сезон жители селения нанимались в сады на сортировку и упаковку плодов, считаясь лучшими в этом деле. На 1914 год в селении действовали 2 земские школы. По Статистическому справочнику Таврической губернии. Ч.II-я. Статистический очерк, выпуск шестой Симферопольский уезд, 1915 год, в деревне Курцы Подгородне-Петровской волости Симферопольского уезда числилось 120 дворов с русским населением в количестве 759 человек приписных жителей и 34 — «посторонних», из которых 391 мужчина и 418 женщин. Жители владели 280 десятинами удобной и 280 десятинами неудобной земли. В хозяйствах имелось 200 лошадей, 10 волов, 150 коров и 110 голов мелкого скота.
После установления в Крыму Советской власти, по постановлению Крымревкома от 8 января 1921 года была упразднена волостная система и село включили в состав Подгородне-Петровского района. 11 октября 1923 года, согласно постановлению ВЦИК, в административное деление Крымской АССР были внесены изменения, в результате которых был ликвидирован Подгородне-Петровский район и образован Симферопольский и Курцы включили в его состав. Согласно Списку населённых пунктов Крымской АССР по Всесоюзной переписи 17 декабря 1926 года, в селе Курцы, центре Курцовского сельсовета Симферопольского района, числилось 147 дворов, из них 142 крестьянских, население составляло 617 человек, из них 597 русских, 13 украинцев, 3 немца, 2 эстонца, 2 записаны в графе «прочие», действовала русская школа. На 1935 год в Курцах действовали карьеры по добыче диорита и кила. По данным всесоюзной переписи населения 1939 года в селе проживало 805 человек.
В 1944 году, после освобождения Крыма от фашистов, 12 августа 1944 года было принято постановление № ГОКО-6372с «О переселении колхозников в районы Крыма» и в сентябре 1944 года в район приехали первые новосёлы (214 семей) из Винницкой области, а в начале 1950-х годов последовала вторая волна переселенцев из различных областей Украины. Указом Президиума Верховного Совета РСФСР от 21 августа 1945 года Курцы были переименованы в Украинку, а Курцовский сельсовет — в Украинский. С 25 июня 1946 года Украинка в составе Крымской области РСФСР, а 26 апреля 1954 года Крымская область была передана из состава РСФСР в состав УССР. Решением облисполкома от 10 августа 1954 года Украинский сельсовет присоединён к Партизанскому.
Указом Президиума Верховного Совета УССР «Об укрупнении сельских районов Крымской области», от 30 декабря 1962 года Симферопольский район был упразднён и село присоединили к Бахчисарайскому. 1 января 1965 года, указом Президиума ВС УССР «О внесении изменений в административное районирование УССР — по Крымской области», вновь включили в состав Симферопольского. Решением облисполкома от 6 августа 1965 года Партизанский сельсовет был упразднён и объединён с Перовским, куда вошло село. По данным переписи 1989 года в селе проживало 942 человека. С 12 февраля 1991 года село в восстановленной Крымской АССР, 26 февраля 1992 года переименованной в Автономную Республику Крым. С 21 марта 2014 года в составе Крыма аннексирована Россией.